# Algonquin, Illinois
Algonquin är en ort (village) i Kane County, och  McHenry County, i delstaten Illinois, USA. Enligt United States Census Bureau har orten en folkmängd på 30 145 invånare (2011) och en landarea på 31,7 km².